# 勒費爾峰

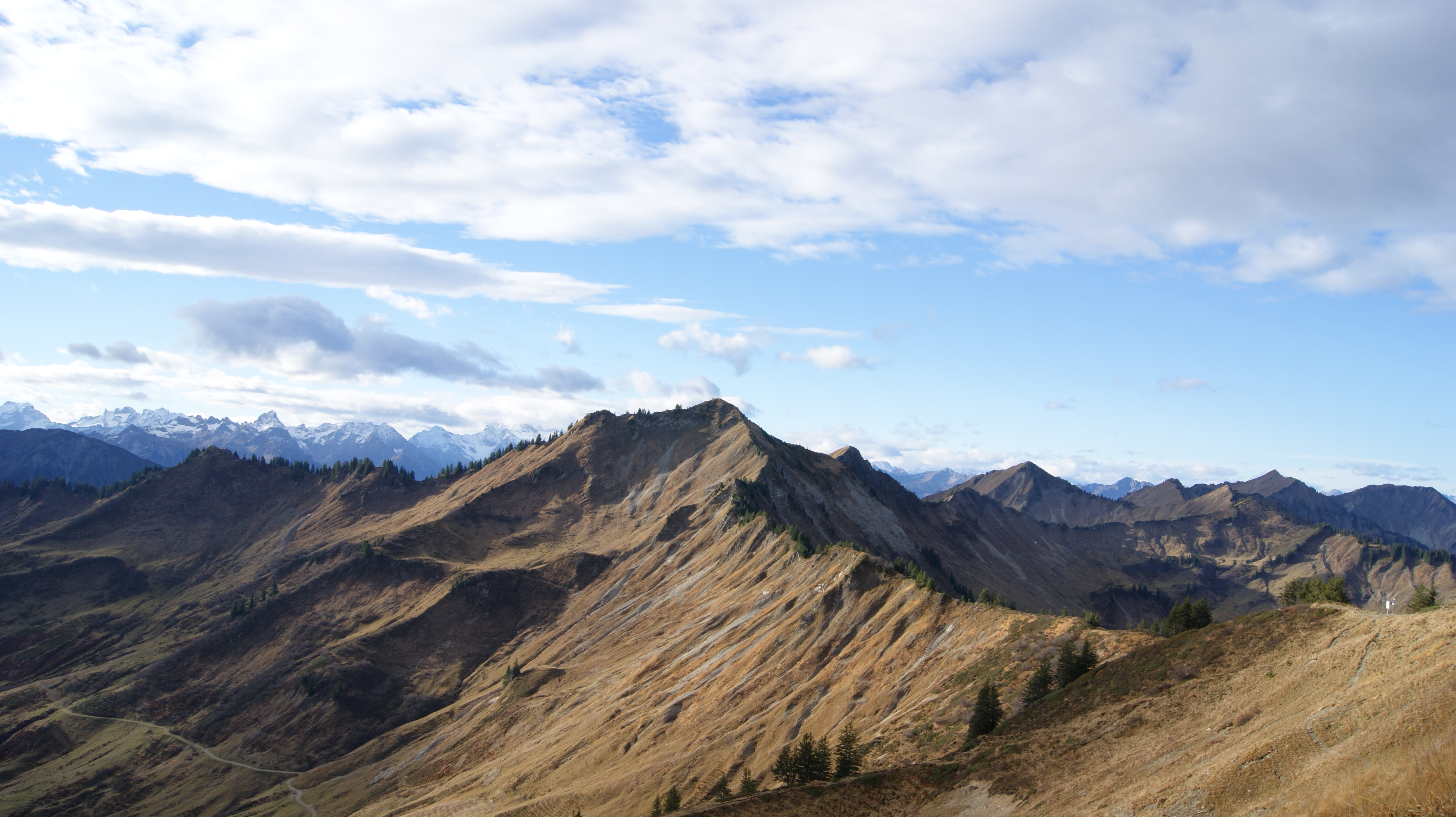

47°15′11″N 9°49′38″E / 47.253118°N 9.827268°E
勒費爾峰（德語：Löffelspitze），是奧地利的山峰，位於該國西部，由福拉爾貝格州負責管轄，屬於布雷根茨森林山脈的一部分，海拔高度1,962米，每年平均降雨量1,852毫米。